# حسين آباد شاهيوند (مقاطعة دورة)
حسين‌آباد شاهيوند (بالفارسية: حسین‌آباد شاهیوند) هي قرية تقع في قسم تشكن الريفي (مقاطعة دورة) في إيران. يقدر عدد سكانها بـ 65 نسمة .